# Jordi de Capadòcia
|  | No s'ha de confondre amb un altre religiós i bisbe semiarrià amb el mateix nom, vegeu Jordi de Laodicea. |

Jordi de Capadòcia o Jordi de Laodicea (Capadòcia?, ? - 24 de desembre de 361) va ser un heretge arrià, perseguidor i patriarca usurpador de la seu d'Atanasi d'Alexandria. La seva història ha estat en part confosa amb la de sant Jordi, el cavaller i, amb variants, ha donat origen a algunes de les llegendes d'aquest sant.

## Vida
Segons Ammià Marcel·lí va néixer a Epifania a Cilícia, però en general se'l considera nascut a Capadòcia. Gregori de Nazianz diu que era de mala família (πονηρὸς τὸ γένος); el descriu com un «paràsit capaç de vendre's a si mateix per un pastís».
Va obtenir un nomenament per subministrar menjar a l'exèrcit, però va perdre el càrrec al descobrir-se alguna estafa i es va poder escapar per poc, només amb un càstig no gaire greu.
Després va anar d'una ciutat a una altra, i d'una província a una altra fins que es va establir a Alexandria. Probablement va exercir algun ofici imperial que hauria obtingut per suborn d'algun eunuc dels que tenien influència a la cort de Constanci II.
Atanasi dona notícia d'aquest nomenament i l'esmenta ταμειοφάγος, peculator, però no és clar si es refereix a la seva antiga delinqüència o a algun càrrec nou. No consta en cap moment que fos cristià, però com que Constanci II era arrià va defensar aquestes doctrines per interès.
Expulsat Anastasi de la seu d'Alexandria va ocupar el càrrec de bisbe arrià, Gregori, que va encarregar algunes feines a Jordi. Gregori es va fer impopular entre els mateixos arrians pels diversos conflictes i perquè no el consideraven prou ferm en les seves creences. La persecució dels trinitaris per ordre de l'emperador ja havia començat, sota la direcció de Sebastià, el comandant de les tropes d'Egipte. Es van arribar a deportar trenta bisbes als oasis o a altres llocs i molts van morir al seu exili o pel camí.
L'arrià Gregori va ser deposat per un sínode a Antioquia l'any 356 i va ser nomenat Jordi, considerat poc escrupolós per fer prevaler les directrius imperials i accessible als guanys fàcils; Constanci va enviar al comte Heracli per aconseguir el suport dels alexandrins al nomenament i li recomanava que fos el bisbe de tots els alexandrins i no només dels arrians. Però de fet la persecució dels trinitaris no es va aturar. Atanasi que havia estat desterrat, es va escapar i va estar amagat esperant la mort de Jordi. Revoltats els trinitaris, Jordi va haver de fugir i els trinitaris van recuperar les seves seus, però oficials romans d'Orient van anar a Egipte i van restablir als arrians expulsant als ortodoxos; Jordi, restaurat, va ser encara més tirà, tant contra els seus enemics com per obtenir riqueses i va intentar obtenir beneficis imperials, i monopolis comercials.
Jordi va convocar un concili arrià a Selèucia l'any 359, on els mateixos arrians es van aixecar contra ell i el van declarar deposat, declaració que no va tenir cap efecte; i després va convocar un altre concili a Constantinoble l'any 360.
La seva caiguda es va produir per la seva persecució dels pagans: l'emperador havia donat els terrenys d'un antic temple de Mitra o del Sol als cristians i quan es va construir un nou temple es van trobar restes de l'antic, estàtues, elements cerimonials, i ossos humans, coses que els cristians van exposar en públic com a burla. Els pagans estaven enfurismats i llavors va arribar la notícia de la mort de Constanci II (novembre del 361) i la pujada al tron de Julià l'Apòstata, conegut per les seves creences paganes, i l'execució d'Artemi, ex governador d'Egipte, i es van revoltar.
En aquest moment Jordi estava presidint un sínode a Alexandria on va ser forçat a condemnar les seves pròpies opinions; els revoltats van entrar al lloc del sínode i l'haurien matat si no hagués estat protegit per les autoritats que per calmar els ànims el van empresonar, però als pocs dies la multitud va assaltar la presó i el va matar i el va passejar per la ciutat damunt un camell, destruint les seves restes, al mes de desembre de l'any 361.
Tot i que era un ignorant almenys en temes religiosos, va deixar una valuosa biblioteca que Julià va fer portar a Antioquia pel seu ús personal. Els arrians van acusar Anastasi d'haver instigat la mort de Jordi.
Va ser venerat com a màrtir pels arrians perquè va morir a mans dels «altres», més que per les seves virtuts. En la resta de l'església, però, els seus fets es consideraven apòcrifs i els seus escrits, herètics.

## Origen del mite de Sant Jordi
Posteriorment diverses actes van deformar totalment la seva història i el van fer un soldat del temps de Dioclecià que va patir el martiri i on el seu antagonista Atanasi és presentat com un mag oposat al cristianisme i després convertit i martiritzat; la ciutat d'Alexandria se substitueix per l'emperadriu Alexandra, la dona de Dioclecià, que també es va convertir i va patir martiri. La història del drac apareix ja molt més tard, i el drac o monstre representa al fugitiu Atanasi, i el llac sembla que era la llacuna Mareòtida, prop d'una ciutat anomenada Silena a Líbia, que seria Alexandria. Els grecs l'anomenen τροπαιοφόρος (el victoriós) i va ser un dels sants escollit pels croats com a patró i després adoptat per diversos estats medievals.